# Evan (Minnesota)
Evan es una ciudad ubicada en el condado de Brown en el estado estadounidense de Minnesota. En el Censo de 2010 tenía una población de 86 habitantes y una densidad poblacional de 32,88 personas por km².

## Geografía
Evan se encuentra ubicada en las coordenadas 44°21′17″N 94°50′10″O / 44.35472, -94.83611. Según la Oficina del Censo de los Estados Unidos, Evan tiene una superficie total de 2.62 km², de la cual 2.62 km² corresponden a tierra firme y (0%) 0 km² es agua.

## Demografía
Según el censo de 2010, había 86 personas residiendo en Evan. La densidad de población era de 32,88 hab./km². De los 86 habitantes, Evan estaba compuesto por el 90.7% blancos, el 0% eran afroamericanos, el 0% eran amerindios, el 0% eran asiáticos, el 0% eran isleños del Pacífico, el 8.14% eran de otras razas y el 1.16% pertenecían a dos o más razas. Del total de la población el 8.14% eran hispanos o latinos de cualquier raza.